# Pro aris et focis
Pro Aris et Focis (voor outer en heerd) is de naam van een geheim genootschap opgericht door Jan Baptist Verlooy in april en mei 1789 ter voorbereiding van de Brabantse Omwenteling.
De benaming komt uit De natura deorum van Cicero.
Medestanders waren Jan Frans Vonck en Hendrik van der Noot ook advocaten en vrijmetselaars en anderen als Jacques-Dominique t'Kint, de wijnhandelaar A. Daubremez, de ingenieur-architect Claude Fisco en de Zwitser Philippe Secrétan van Huis Ursel en de Parijse advocaat Linguet.
Ze begonnen opruiende pamfletten te verspreiden en zamelden geld in om wapens te kopen.
Ze kregen financiële steun van de bankier Édouard de Walckiers, van kolonel Godefroi Hermans en van de abdij van Tongerlo en de Sint-Bernardusabdij (Hemiksem).
Vonck had de militaire leiding toevertrouwd aan generaal Jan Andries vander Mersch.
De politie van Brussel kon A. Daubremez, Fisco, Secrétan en Linguet arresteren. Vonck vluchtte naar Breda en Verlooy vluchtte naar de Jacobijnen in Frankrijk.